# Liste der mexikanischen Botschafter in Griechenland
| Ernennung Akkreditierung | Name                                     | Bemerkungen     | ernannt von                   | akkreditiert beim Staatsoberhaupt | Posten verlassen |
| ------------------------ | ---------------------------------------- | --------------- | ----------------------------- | --------------------------------- | ---------------- |
| 1950                     | José Gorostiza                           |                 | Miguel Alemán Valdés          | Paul                              |                  |
| 1955                     | Ramón Beteta                             |                 | Adolfo Ruiz Cortines          | Paul                              |                  |
| 1960                     | Fernando Casas Alemán                    |                 | Adolfo López Mateos           | Paul                              |                  |
| 1964                     | Donaciano González Gómez                 | Geschäftsträger | Gustavo Díaz Ordaz            | Konstantin II.                    |                  |
| 1965                     | Jaime García Terrés                      |                 | Gustavo Díaz Ordaz            | Konstantin II.                    |                  |
| 1968                     | Salvador Pineda Pineda                   |                 | Gustavo Díaz Ordaz            | Georgios Zoitakis                 |                  |
| 1971                     | José Luis Martínez Rodríguez             |                 | Luis Echeverría Álvarez       | Georgios Zoitakis                 |                  |
| 1974                     | José Joaquín Bernal y García Pimentel    |                 | Luis Echeverría Álvarez       | Michail Stasinopoulos             |                  |
| 1974                     | Antonio Gómez Robledo                    |                 | Luis Echeverría Álvarez       | Michail Stasinopoulos             |                  |
| 1978                     | Manuel de Jesús Cabrera Maciá            |                 | José López Portillo           | Konstantinos Tsatsos              |                  |
| 1983                     | Olga Pellicer Silva                      |                 | Miguel de la Madrid Hurtado   | Konstantinos Karamanlis           |                  |
| 1988                     | Hugo Gutiérrez Vega                      |                 | Carlos Salinas de Gortari     | Christos Sartzetakis              |                  |
| 1995                     | Salvador Campos Icardo                   |                 | Ernesto Zedillo Ponce de León | Konstantinos Stefanopoulos        |                  |
| 1999                     | Ariel Buira                              |                 | Ernesto Zedillo Ponce de León | Konstantinos Stefanopoulos        |                  |
| 2001                     | Augusto César Leal Angulo                |                 | Vicente Fox Quesada           | Konstantinos Stefanopoulos        |                  |
| 2003                     | Alejandro Díaz y Pérez Duarte            |                 | Vicente Fox Quesada           | Konstantinos Stefanopoulos        |                  |
| 2007                     | Enrique Bacmeister Gudiño                | Geschäftsträger | Felipe Calderón Hinojosa      | Karolos Papoulias                 |                  |
| 2007                     | Luis Manuel Cosío Durán                  |                 | Felipe Calderón Hinojosa      | Karolos Papoulias                 |                  |
| 2010                     | Jorge Eduardo Buenrostro Vielmas         |                 |                               | Karolos Papoulias                 |                  |
| 2011                     | Ricardo Tarcisio Navarrete Montes de Oca |                 |                               | Karolos Papoulias                 |                  |